# Rescat
Rescat és un col·lectiu de suport als activistes socials catalans, que foren presos per la seva vinculació amb els escamots Gorbea i Gaztelugazte d'Euskadi Ta Askatasuna (ETA) durant la seva activitat a l'àrea metropolitana de Barcelona els anys 2000 i 2001.
El col·lectiu, nascut l'any 2001 després de les primeres detencions, es dedica a tasques de difusió de la situació dels presos polítics a l'Estat espanyol i francès, donant especial ressò a situacions d'aïllament, dispersió i tortura. També dona suport personal als presos i a les seves famílies, així com assessorament i suport legal a través d'advocats. Des de la seva creció ha actuat en defensa de Diego Sánchez, Zigor Larredonda, Laura Riera, Juan Ramón Rodríguez («JuanRa»), Marina Bernadó i, l'encara presa a data de juny de 2019, Dolores López «Lola».
Un dels actes més sonats fou el 21 d'agost de 2010 quan s'organitzà una cercavila al barri de Gràcia de Barcelona, dins del context de la Festa Major de Gràcia, per a celebrar l'excarceració de Laura Riera. Aquella manifestació, tot i que fou il·legalitzada per l'Audiència Nacional espanyola, igualment s'aplegaren centenars d'assistents. Fou en el transcurs que la Brigada Mòbil dels Mossos d'Esquadra va irrompre violentament dissolvent l'acte, causant danys personals a tota mena de públic present als carrers i retirant la paraula al seu portaveu.